# 西村正紀
西村 正紀（にしむら まさき、1946年〈昭和21年〉2月17日 - ）は、日本の総務官僚である。行政管理庁に入庁後、総務事務次官となり、会計検査院長となった。岡山県新見市出身。

## 経歴

### 生い立ち
1946年（昭和21年）岡山県新見市で出生する。地元の岡山県立新見高等学校へ進学し、1964年（昭和39年）同校を卒業する。同年、京都大学法学部へ進学し、1968年（昭和43年）同大学を卒業する。

### 総務官僚として
京大卒業後、行政管理庁（現：総務省）へ入庁する。その後、1984年（昭和59年）に行政管理庁が総務庁となり、1987年（昭和62年）同庁の行政監察局監察官となる。1989年（平成元年）には、行政管理局管理官となり、政情報システム企画課長、企画調整課長、会計課長、中部管区行政監察局長を経て、1996年（平成8年）7月、50歳のときに、総務庁官房審議官となる。
1999年（平成11年）には、総務庁官房長となり、その後、2001年1月に中央省庁等改革により、総務庁、郵政省、自治省が統合され、総務省が設置される。西村はこの後も、総務省政策統括官、内閣官房内閣審議官、総務省総務審議官を経験し、順調にキャリアを積み上げていった。
2003年（平成15年）1月には、56歳で総務省の事務方トップである総務事務次官へ就任する。この人事は、2001年に総務省が発足した際に、3つの省庁が合併した経緯があるため、事務次官も二省一庁の持ち回りとしたものである。初代総務事務次官は旧自治省の嶋津昭、2代目は旧郵政省の金澤薫、3代目は旧総務庁の西村が務めることとなった。
事務次官の職は、2004年（平成16年）1月に退任する。その後、会計検査院検査官となり、2009年（平成21年）4月、63歳で会計検査院長へ就任する。2011年（平成23年）2月、65歳で同職を退任する。
2016年（平成28年）勲一等瑞宝大綬章を受賞する。